# Строгино (район Москвы)
Строгино́ — район и внутригородское муниципальное образование в Москве. Расположен в Северо-Западном административном округе, недалеко от МКАД, на правом берегу Москвы-реки. В районе имеется одноимённая станция метро.

## Территория и границы
Район находится на западе Москвы, в составе Северо-Западного административного округа.
Граница района проходит по МКАД, далее на восток по оси русла реки Москвы, юго-восточной и южной границам территории Серебряноборского лесничества до МКАД.
Соседние районы — Покровское-Стрешнево (на севере), Щукино (на востоке), Хорошёво-Мнёвники (на юго-востоке), Крылатское (на юге), Кунцево (на западе).
Площадь района составляет 1684 га.

## Герб и флаг
Герб и флаг района утверждены и внесены в Геральдический реестр города Москвы с присвоением регистрационного номера 25 ноября 2004 года.
Герб района представляет собой голубой щит московской формы с узкой золотой каймой по краям, в центре которого изображены перекрещённые золотые жезл Меркурия в левую перевязь и острога трезубцем вверх. Голубой цвет указывает водоёмы, расположенные в пределах района, а узкая кайма символизирует живописные берега. Острога свидетельствует о рыболовном промысле местных жителей, а также об одной из версий происхождения названия села Строгино. Жезл Меркурия символизирует торговый центр на Москве-реке, которым являлась деревня Строгино.

## Происхождение названия
Район был назван по деревне Строгино, которая ранее располагалась на этой территории. Поскольку первое время она называлась Острогино, название связывают либо с орудиями труда острогами, либо с личным именем Острога.

## История

### Деревня Строгино
Первое упоминание о селе, на месте которого находится Строгино, относится к 1570 и 1573 годам. С XIX века деревня получила своё привычное название. Вошла в территориальный состав Москвы в 1960 году.

### Троице-Лыково
В XVI веке — дворцовое село Троицкое. В 1610 году имение было пожаловано князю Борису Лыкову царём Василием Шуйским, тогда же установилось название нового села: Троицкое, Лыково тож.

### Жилой район
В конце 1970-х началось строительство многоэтажных жилых домов, первые дома были заселены в 1979 году. По административно-территориальному делению Москвы, до 1991 года микрорайоны Строгино входили в состав Хорошёвского (до конца 1980-х — Ворошиловского) района. В 1991 году после ввода в Москве нового административного деления жилой массив Строгино и село Троице-Лыково образовали один муниципальный район, вошедший в состав Северо-Западного административного округа города Москвы.

## Население
| 2002     | 2010     | 2012     | 2013     | 2014     | 2015     | 2016     |
| -------- | -------- | -------- | -------- | -------- | -------- | -------- |
| 124 149  | ↗155 450 | ↗156 473 | ↗156 917 | ↗157 994 | ↗158 223 | ↗158 802 |
| 2017     | 2018     | 2019     | 2020     | 2021     | 2023     | 2024     |
| ↗159 168 | ↗159 973 | ↗160 791 | ↗161 298 | ↗162 932 | ↘161 980 | ↗163 074 |

### Национальный состав
По итогам переписи населения 2020 года проживали следующие национальности (национальности менее 0,1 % и другое, см. в сноске к строке «Другие»):
| Национальность | Численность, чел. | Доля     |
| -------------- | ----------------- | -------- |
| Русские        | 107 496           | 65,98 %  |
| Узбеки         | 1714              | 1,05 %   |
| Татары         | 692               | 0,42 %   |
| Украинцы       | 593               | 0,36 %   |
| Таджики        | 334               | 0,20 %   |
| Армяне         | 264               | 0,16 %   |
| Евреи          | 230               | 0,14 %   |
| Грузины        | 177               | 0,11 %   |
| Белорусы       | 176               | 0,11 %   |
| Азербайджанцы  | 164               | 0,10 %   |
| Другие         | 51 092            | 31,37 %  |
| Итого          | 162 932           | 100,00 % |

## Улицы
- улица Маршала Катукова
- улица Маршала Воробьёва (бывший проектируемый проезд № 120)
- улица Маршала Прошлякова (бывший проектируемый проезд № 607)
- проспект Маршала Жукова
- Строгинский бульвар
- Строгинское шоссе (Строгинский мост)
- улица Исаковского
- улица Твардовского
- Таллинская улица
- улица Кулакова
- Неманский проезд
- Мякининский проезд
- аллея Дорога Жизни
- Московская кольцевая автомобильная дорога (61 - 68 км)
- Проектируемый проезд № 6015
- Проектируемый проезд № 6016
- Проектируемый проезд № 6018
- Проектируемый проезд № 6387

### Улицы села Троице-Лыково
- Одинцовская улица
- Туркменский проезд
- 1-я Лыковская улица (бывшая ул. Комсомольская)
- 2-я Лыковская улица (бывшая ул. Колхозная)
- 3-я Лыковская улица (бывшая ул. Соколиная Гора)
- 1-й Лыковский проезд
- Лыковский проезд
- Проектируемый проезд № 6547
- Проектируемый проезд № 6548
- Проектируемый проезд № 6549
- Проектируемый проезд № 6551

## Инфраструктура

### Общественные культурные и спортивные сооружения
- Культурно-досуговый центр "Строгино", повторивший образ снесённого в 2015 году кинотеатра «Таджикистан» и построенный на его месте[22][23].
- Стадион «Янтарь».
- Спортивный центр «Комета».
- Спортивный центр «САМБО-70».
- Спорткомплекс «Янтарь».
- Водно-лыжный стадион.
- Яхтенный порт «Строгино» (не функционирует).

### Супермаркеты
- «Азбука вкуса»  (улица Исаковского, 33).
- «Магнит» (улица Исаковского, 33/3).
- 4 магазина «Перекрёсток»: Строгинский бульвар, 1/2; Улица Маршала Катукова, 25; Улица Таллинская, д.7; Улица Маршала Катукова 18.
- 7 магазинов «Пятёрочка»: Неманский проезд, 1; улица Исаковского, 33; Строгинский бульвар, 1/1; Строгинский бульвар, 9; улица Таллинская, 26; Улица Маршала Катукова, 11/1; улица Твардовского, 2.
- 2 магазина «ЕвроСпар»: улица Таллинская, 18 (Раннее Седьмой континент); улица Кулакова, 14 (Раннее Алые паруса (торговая сеть))
- «Лента» (улица Твардовского, 2).
- «Дикси» (улица Исаковского, 2/1)

### Учреждения здравоохранения
- Детская городская поликлиника № 58
- Городская поликлиника № 96
- Травмпункт при поликлинике № 96
- Детская городская поликлиника № 109
- Городская поликлиника № 181
- Женская консультация при поликлинике № 181

### Школы
- Школа № 58
- Школа здоровья № 69 им. Б. Ш. Окуджавы
- Школа № 85
- Младшая школа № 86 им. М. Е. Катукова
- Школа № 89 им. А. П. Маресьева
- Средняя школа № 86 им. М. Е. Катукова (ранее № 129)
- Школа № 705
- Школа № 1136
- Школа № 1155
- Школа № 1295 с углубленным изучением иностранных языков
- Школа № 1302 с углубленным изучением английского языка
- Гимназия № 1519
- ГБОУ школа 1619 имени М. И. Цветаевой
- Прогимназия № 1622
- Школа № 1295 с углубленным изучением иностранных языков
- Гимназия при Храме Успения Пресвятой Богородицы.
- Международная школа «Интеграция XXI век»
- Частная школа «Феникс»
- Вальдорфская школа «Семейный лад»
- Центр детского творчества Строгино

### Институт
- Московский институт электроники и математики (МИЭМ НИУ ВШЭ)

### Жилые комплексы
- ЖК "Олимпия" - (ул. Исаковского 39, 39к1) - "Крост" (2002-2004)
- ЖК "Капитан" - (ул. Твардовского 4к1, 4к2, 4к3, 4к4) - "Крост" (2003-2004)
- ЖК "Лазурный блюз" - (ул. Твардовского 14к1, 14к2, 14к3) - «Сити-XXI век» (2006)
- ЖК "Лазурный блюз-2" - (ул. Твардовского 12, 12к1) - "Сити-XXI век" (2009)
- ЖК "Янтарный город" - (ул. Маршала Катукова 24к1, 24к3, 24к4, 24к5, 24к6) - "Сити-XXI век" (2008-2011)
- ЖК "Подсолнухи" - (ул. Твардовского 2к4, 2к5) - "Сити-XXI век" (2012)
- ЖК "Альбатрос" - (ул. Твардовского 12к2, 12к3) - "Сити-XXI век" (2012-2013)

## Религия

### Православные храмы
В районе имеются пять православных храма:
- Храм Живоначальной Троицы в Троице-Лыкове. Адрес: Одинцовская улица, 24.
- Храм Успения Пресвятой Богородицы в Троице-Лыкове. Адрес: Одинцовская улица, 24.
- Храм Новомучеников и Исповедников Российских в Строгино. Адрес: Строгинский бульвар, 14.
- Храм святого праведного воина Феодора Ушакова в Строгино — домовый, при ГОУ Кадетской школы № 1700. Адрес: улица Таллинская, 12, корп. 4.
- Храм-часовня во имя святого благоверного князя Димитрия Донского (Расположен на территории городка ОМОНа).

Храмы входят в состав Успенского благочиния Московской городской епархии Русской православной церкви.

## Общественный транспорт

### Метрополитен
- Станция «Строгино»

Из Строгино с помощью наземного общественного транспорта можно также добраться до станций метро:  Войковская,  Волоколамская,  Митино,  Молодёжная,  Сокол,  Тушинская,  Щукинская, до станций Московского центрального кольца (МЦК)  Стрешнево и  Коптево, а также платформ МЦД-2  Щукинская,  Тушинская,  Волоколамская,  Стрешнево.

### Автобусы
| № маршрута | Следует к станциям метро        | Конечный пункт 1         | Конечный пункт 2         |
| ---------- | ------------------------------- | ------------------------ | ------------------------ |
| 137        | Щукинская, Строгино             | Щукинская                | Троице-Лыково            |
| 310        | Щукинская                       | Щукинская                | Улица Маршала Прошлякова |
| 626        | Молодёжная                      | Щукинская                | Строгино                 |
| 631        | Тушинская, Строгино             | Щукинская                | 3-й микрорайон Строгина  |
| 638        | Щукинская                       | Щукинская                | Мякинино                 |
| 640        | Щукинская, Строгино, Тушинская  | Щукинская                | Тушинская                |
| 652        | Строгино                        | 3-й микрорайон Строгина  | 13-й микрорайон Строгина |
| 654        | Строгино                        | Улица Маршала Прошлякова | 3-й микрорайон Строгина  |
| 687        | Щукинская                       | Щукинская                | Мякинино                 |
| 743        | Строгино                        | 13-й микрорайон Строгина | Мякинино                 |
| 782        | Строгино                        | 2-я Лыковская улица      | Таллинская улица         |
| 798        | Щукинская                       | Щукинская                | ВКНЦ                     |
| С331       | Строгино, Волоколамская, Митино | 3-й микрорайон Строгина  | 8-й микрорайон Митина    |

### Трамваи
Первая в районе трамвайная линия построена в 1981 году по улицам Маршала Катукова и Кулакова, и 6 ноября 1981 года по ней было открыто движение трамваев маршрута № 21.
Вторая линия построена в 1982 году по Таллинской улице, движение трамваев маршрута № 10 открыто по ней 28 сентября 1982 года. На данный момент по территории района курсируют 4 трамвайных маршрута. На территории района, в промышленной зоне «Строгино», расположено Краснопресненское трамвайное депо, построенное в 2002 году .
Таблица: Трамвайные маршруты (данные на июль 2023 года).
| № маршрута | Следует к станциям метро                            | Конечный пункт 1     | Конечный пункт 2 |
| ---------- | --------------------------------------------------- | -------------------- | ---------------- |
| 10         | Щукинская, Строгино                                 | Щукинская            | Улица Кулакова   |
| 15         | Сокол, Щукинская                                    | Сокол                | Таллинская улица |
| 21         | Щукинская                                           | Щукинская            | Таллинская улица |
| 30         | Войковская, Щукинская, Строгино, Стрешнево, Коптево | Михалково ( Коптево) | Улица Кулакова   |

### Речной транспорт
- С конца 40-х годов существовал маршрут теплохода от нынешней улицы Исаковского (пристань «Строгино») через Щукино и Серебряный бор в Троице-Лыково и далее в Крылатское. Изначально маршрут имел серьёзное транспортное значение для жителей Строгина и Троице-Лыкова, последняя дотационная переправа Троице-Лыково — Серебряный бор-2 работала до 2004 года. С 2005 по 2008 годы выполнялись только прогулочные рейсы на теплоходах «Москва» и «Москвич». С весны 2009 года рейсы отменены. Возобновление навигации произошло 25 июля того же года по маршруту «Троице-Лыково — Строгино — Троице-Лыково» (теплоход «Москва-170»). Количество пассажиров оказывается достаточным для поддержания прогулочной линии, и теплоходы компании начинают работать в Строгино каждые выходные вплоть до конца сентября. А уже в августе открывается второй маршрут — рейс вокруг Серебряного бора с заходом к Карамышевской плотине и 9-му шлюзу Канала им. Москвы.[25]

### Железнодорожный транспорт
Непосредственно в районе Строгино железной дороги нет. Ближайшая к району железнодорожная платформа — [[Коптево (станция МЦК)| Трикотажная]] Рижского направления Московской железной дороги (МЦД-2). Район связан с платформой автобусными маршрутами № 640 ( Щукинская —  Тушинская) и № 631 (3-й микрорайон Строгина —  Тушинская).

## Экология
Экологическая обстановка в районе оценивается как благополучная. Связано это как с географическим расположением (благоприятная роза ветров, Строгинская и Кировская поймы Москвы-реки), так и хорошим озеленением и отсутствием промышленных зон. Помимо этого, водная система муниципалитета может похвастаться собственной чистотой.

## Парки и скверы
Согласно данным Управы района, площадь природного комплекса в Строгино составляет 1313,7 га. На территории района находятся природно-исторический парк «Москворецкий», народные парки, озелененные бульвары и скверы.
Природно-исторический парк «Москворецкий» – крупнейший природный парк в черте города, является особо охраняемой природной территорий. В границах района Строгино находится несколько знаковых территорий парка. Среди них:
- Строгинская пойма – природная территория на берегу залива Москвы-реки. Представляет собой облагороженную зону отдыха[28] с пляжем, спортивными зонами, детскими площадками. В парке есть пешеходные и велосипедные дорожки, скамейки. В пойме проходят занятия по виндсерфингу. Под Строгинским мостом обустроен памп-трек[29].
- Щукинский полуостров – памятник природы. Природа полуострова насчитывает около 300 видов флоры, среди которых встречаются особо охраняемые экземпляры.[30]
- Кировская пойма – особо охраняемая зона. На территории находится аллея Дорога Жизни. В Великую Отечественную войну на территории района была сформирована 1-я автоколонна с продуктами, следовавшая в осажденный Ленинград, в том числе по «Дороге Жизни» – магистрали через Ладожское озеро. Начало этого пути отражено в топонимике района Строгино.[31]

В 2020 году стало известно о планах благоустроить часть природных территорий, проходящих вдоль берега Москвы-реки от МКАД до Строгинского шоссе. На проект развития набережной был объявлен международный архитектурный конкурс.
Парк «Яблоневый сад» – плодовый сад между МКАД и Неманским проездом. Представляет собой часть сохранившегося в районе колхозного яблоневого сада.
Народный парк «Соколиная гора» – зона отдыха вблизи дома 14 к. 3 по улице Твардовского. Площадь – 2.67 га. Основан в 2015 году в рамках программы «Народный парк». В сквере имеются детские площадки, спортивная зона, скейт-парк.
Народный парк «70 лет битвы под Москвой» – зона отдыха между Таллинской улицей и стадионом «Янтарь». Была заложена в 2011 году жителями района, в 2014 году благоустроена. В парке установлен памятный знак – камень и флагшток. Построены детская и спортивные площадки.
Парк «Скворечный» – сквер, вытянутый от дома 24 к. 1 по улице Исаковского до дома 19 к. 2 по улице Маршала Катукова. Обустроен в 2014 году по программе «Народный парк».
Сквер по улице Кулакова – зона отдыха от дома 6 к. 1 по улице Исаковского до дома 8 по улице Кулакова. Территория для прогулок и отдыха была благоустроена в 2019 году по программе «Мой район». В сквере построен комплекс детских площадок под названием «Тропа приключений», спортивная зона с тренажерами и столами для пинг-понга. Помимо скамеек, установлены парковые качели.
Кроме того, в районе благоустроены и озеленены Строгинский бульвар, зоны отдыха между улицами Исаковского и Маршала Катукова и другие территории.

## Памятники
- Памятник защитникам Москвы — самоходная артиллерийская установка (СУ-100). Самоходная артиллерийская установка имеет знак — «Гвардия».
- «Вечная слава героям» — монумент жителям деревни Строгино, павшим в Великой Отечественной войне, на ул. Исаковского, напротив домов 14-16.
- Памятник воинам села Троице-Лыково, погибшим в Великой Отечественной войне.
- Памятный камень и флагшток «70 лет битвы под Москвой».

## Фотогалерея
- Вид на Строгино и башни Олимпия с севера
- Стадион «Янтарь»
- Вид на Строгино с набережной Серебряного Бора

- Панорама Строгино (вид со стороны ул.Живописной)

## Приблизительные расстояния по прямой[значимость факта?]
От центра станции метро «Строгино» до:
- нулевого километра на Красной площади ~ 14500 метров;
- ближайшей точки МКАД ~ 965 метров;
- центра станции метро Щукинская ~ 3900 метров;
- ближайшей точки пляжа на заливе ~ 930 метров;
- пристани Троице-Лыково ~ 1380 метров;
- Храма Троицы Живоначальной в Троице-Лыкове ~ 1490 метров;
- стадиона «Янтарь» ~ 760 метров.